# Jože Lipnik
Jože Lipnik, slovenski literarni zgodovinar, upokojeni univerzitetni profesor didaktike slovenskega jezika in književnosti, publicist, pesnik *   28. februar 1935, Rogaška Slatina

## Življenjepis
Na Filozofski fakulteti v Ljubljani je študiral slovenščino in ruščino, na Filozofski fakulteti v Zagrebu pa je magistriral in doktoriral iz filologije/jezikoslovja in postal profesor za didaktiko. Od leta 1958 do 1970 je poučeval slovenščino na І. osnovni šoli, na obrtni šoli in na steklarski šoli v Rogaški Slatini. V letih 1958–1975 je bil pedagoški svetovalec za slovenski jezik na Zavodu za šolstvo v Celju, do upokojitve leta 2002 pa je predaval metodiko slovenskega jezika in književnosti na Univerzi v Mariboru. Eno leto je bil gostujoči profesor na Univerzi na Dunaju in pol leta na Univerzi v Olomucu, kjer je postal častni član akademskega sveta. Predaval je na mednarodnih znanstvenih konferencah in na strokovnih srečanjih v okviru Evropskega združenja za izobraževanje učiteljev. Bil je član slovenske ministrske komisije za CEEPUS (Central European Exchange Program for University Studies),  koordinator CEEPUS mreže SI-4 ter izvedenec za pedagoško področje pri Inšpektoratu Republike Slovenije za šolstvo in šport. Vodil je več znanstvenih konferenc in kot urednik izdal zbornike o Leopoldu Volkmerju, Francu Simoniču in Francetu Kidriču. Mednarodni javnosti je predstavil Trubarja, Slomška, Cankarja, Kosovela itd.  V samozaložbi ureja zbirko Lipnik, v okviru katere izhajajo njegove in ženine pesniške in druge knjige. V Rogaški Slatini sta skupaj z ženo več kot desetletje vodila taborniški odred Zdravilni vrelci, vodil je komisijo za poimenovanje ulic in naselij, znan pa je tudi med planinci. Vodi Klub 4000+ in je pri svojih 70 letih že osvojil pet štiritisočakov, med njimi Mont Blanc, povzpel pa se je tudi na Kilimandžaro. Prejel je Zlati javorjev list Zveze tabornikov Jugoslavije, Red dela s srebrnim vencem, Zlato plaketo Univerze Maribor in plaketo Pedagoške fakultete Univerze Olomuc, kjer je častni član senata. Je častni občan Občine Rogaška Slatina.

## Izbrana bibliografija
- Metodika branja in dela z besedilom v osnovni šoli: metodika branja. Maribor: Pedagoška fakulteta, 1992. (COBISS)
- Metodika govorne vzgoje: priročnik za delo vzgojiteljic in staršev. Maribor: Obzorja, 1993. (COBISS)
- Mali čvek: zbirka besedil h knjigi Metodika govorne vzgoje. Maribor: Obzorja, 1994. (COBISS)
- Leksikon domačih in tujih književnikov: priročnik za maturante. Maribor: Obzorja, 1995. (COBISS)
- Stoji učilna zidana. Lesično: Osnovna šola Lesično, 1996. (COBISS)
- Volkmerjev zbornik: referati s simpozija v Destniku. Maribor: Slavistično društvo, 1998. (COBISS)
- Simoničev zbornik: gradivo s simpozija v Ivanjkovcih. Maribor: Slavistično društvo, 1999. (COBISS)
- Kidričev zbornik: gradivo s simpozija v Rogaški Slatini. Maribor: Slavistično društvo, 2002. (COBISS)
- Ulice in trgi Rogaške Slatine: razlaga imen. Rogaška Slatina: samozal., 2005. (COBISS)

## Poezija
- »Lepo zaradi tebe je živeti«. Rogaška Slatina: samozal., 2002 (Zbirka Lipnik; 9). (COBISS)